# VTuberなんだが配信切り忘れたら伝説になってた
『VTuberなんだが配信切り忘れたら伝説になってた』（ブイチューバーなんだがはいしんきりわすれたらでんせつになってた）は、七斗七による日本のライトノベル。イラストは塩かずのこが担当。略称は「ぶいでん」。Web小説のリメイクという位置付けで、書籍版がファンタジア文庫（KADOKAWA）より2021年5月から2025年2月にかけて刊行された。
第1巻の発売前には、声優の佐倉綾音がVTuberデビューするという設定で心音淡雪の声を担当するPVが公開され、3日で60万回再生を突破した。第1巻はラノベニュースオンラインアワード2021年5月刊にて、総合部門と笑った部門、新作総合部門、新作部門に選出され4冠を達成した。2021年9月17日にはホロライブ所属のVTuber宝鐘マリンと心音淡雪とのコラボ動画が公開された。「次にくるライトノベル大賞2021」ではWEB発文庫部門で10位、書店員が選ぶ！ 私のイチオシ作品部門で2位、「次にくるライトノベル大賞2022」では文庫部門で10位をそれぞれ獲得している。
メディアミックスとして、藤崎ろとによるコミカライズが『月刊コンプエース』（KADOKAWA）にて2023年10月号から2024年8月号まで連載された。また、テレビアニメが2024年7月から9月まで放送された。

## あらすじ
VTuberである心音淡雪は「清楚系お嬢様キャラ」として自宅から配信を行い活動していた。だが同じ事務所「ライブオン」に所属する同期のVTuberに比べると配信の閲覧者数などは伸び悩んでいた。
そんなある日、自分の配信を終了したつもりの淡雪は、酒をあおり酔っ払い、他の同僚VTuberの動画を見て内容を絶賛する下ネタセクハラを独り言で連呼し、あげくに酔い潰れて寝てしまう。翌日淡雪は、事務所のマネージャーからの電話で起こされ、切ったはずの自分の配信がずっと続いていて自分の独り言などが全て流れ、ネット上でとんでもなく拡散されていることを目の当たりにする。結局、酔いとショックで淡雪が嘔吐しながらやっと切るところまで配信された。
だが「清楚系お嬢様キャラ」と先日の配信内容とのギャップにより話題にこそなっていたものの批判は少なく、ライブオンの人間も、淡雪の内面は「清楚系」ではないことに気づいていたため、淡雪はVTuberとしての活動を継続することになる。開き直った淡雪は酒を飲みながら下ネタをぶっこむ配信を開始。そんな淡雪を見るため多くの視聴者が訪れる。
さすがに健康を心配されたため毎日の酒飲み配信は断念した淡雪は、「清楚系キャラ」と「酒飲みキャラ」の2パターンで配信を行っていく。だが「清楚」を演じているときでも、酒を飲んでいるときとのギャップを視聴者に突っ込まれたりいじられたりするほか、しらふでも時々「素」が出るようになったこともあって人気を集め、どんどん視聴者は増える。さらに淡雪に注目した他VTuberとのコラボ配信なども頻繁に行い、淡雪は配信を通して、あるいは直接対面して他者と交流することの楽しさを知っていく。それと同時に「他人に楽しんでもらえるなら」と、今まで出せなかった自分の素を肯定できるようにもなり、ライブオンの中心的人物となっていく。

## 登場人物
声はPV、テレビアニメの担当声優。
心音 淡雪（） / シュワちゃん
声 - 佐倉綾音
本作の主人公。本名は田中 雪（）。第1巻では20歳。
子供時代は必要最低限の学生必需品等は買い与えるがそれ以外の会話は最小限のみ、両親ともに不仲という虐待の一歩手前レベルの環境で過ごし、家族というものに非常に飢えた状況で育った。両親の不仲の原因が雪が生まれた事による疲労やストレスであり、自分がいなくなったら少しは両親の仲が改善されるのではという思いから高卒で就職し上京した（雪の上京後、両親の仲は僅かに改善したようだが二人で買い物に出た際の交通事故により二人共他界している）。しかし就職した先がいわゆるブラック企業で心身ともにボロボロになり気が滅入っていた時にVTuberという存在を知り、一念発起してライブオンのVTuber募集に応募したところ3期生として採用され、会社を辞めニート兼VTuberとして生活するようになる。VTuberになった時点で20歳だが、アニメやゲームからアダルトゲームに至るまで、古い作品を含め非常に幅広い知識を持ち、女の子が大好き。
VTuberデビュー後3か月は素を抑え、清楚系VTuberとして配信を行っていたが人気が伸び悩み、収益化の基準にも達していなかったが、ある日の配信後に配信を切り忘れ、「ストゼロ」（後述）を飲みながらひとりごちていた様子が全世界に配信されてしまい、それを契機に多くの視聴者を集めることとなった。
以後、素面の状態での配信では「淡雪」を維持しつつも、酔った状態では「シュワちゃん」（名付け親はましろ）として配信を行うようになる。ライブオン内でも両者を事実上別人格として扱っているようで、第1巻ラストの歌コラボでは「あわちゃんパート」と「シュワちゃんパート」が別々に用意されていた。
コミュニケーション能力が高く先輩後輩限らずライブオンのメンバーから非常に好かれており、星乃マナの卒業ライブにゲスト参加した際は淡雪以外のライブオンメンバー全員が淡雪の応援に駆けつけた。その際のメンバーの暖かさや結束力を目の当たりにし、初めて家族というものを実感するに至った。
彩 ましろ（）
声 - 水野朔
ライブオンのVTuber3期生。本名は桜火 白（）。愛称は「ましろん」。VTuberとしてデビューする以前からのイラストレーターでもあり、淡雪やシュワちゃんの立ち絵のデザインも担当している。淡雪が初めてコラボした相手であり親友。淡雪とコラボした日にちを覚えていたり、声色で淡雪が飲酒しているかが分かるなど淡雪への愛が深いが、「シュワちゃん」の下ネタ発言、セクハラ発言に容赦なくツッコミを入れたりスルーしたりする。淡雪のことを「あわちゃん」と呼んでいるが、酔った淡雪には（炭酸でシュワシュワのため）「シュワちゃん」と名をつけた。中性的な声で落ち着いて話すが時折毒舌が混じる一方で、実際にはお人好しで心優しい。一方でイラストの話になると途端に饒舌になり、描く女体へのこだわりなどを語る。
祭屋 光（）
声 - Machico
ライブオンのVTuber3期生。本名は佐々木 夏海（）。元気が取り柄でみんなを明るくするような配信で人気。かなりドMなゲーマーであり、縛りプレイや10時間以上の耐久配信などを嬉々として行う。
世界最強の生物を目指しており、VTuberになった理由が「VTuber=電子生命体=あらゆる攻撃が効かない=世界最強」など天然なところもみられる。
以前は他人から痛いことをされるとヘンな気分になるのでそのような行為は避けていたが、第5巻で淡雪からマッサージを受けた際にドMとしての才能に目覚めた。
柳瀬 ちゃみ（）
声 - 菊池紗矢香
ライブオンのVTuber3期生。本名は藤田 みちる（）。ASMR配信を中心に活動しており人気を博している。見た目は余裕のあるお姉さん風だが、実は極度のコミュ障でありコラボの際はポンコツな面が浮き彫りとなる。しかし、監禁人狼で初めてエーライとコラボした際に負けることを覚悟で敵を討ってくれる等仲間思いな面を見て彼女に心酔して以降、彼女をコラボに誘う等改善の兆しが見えるようになる。
声フェチで、他人の声のことになると非常に饒舌になる。
宇月 聖（）
声 - 小林ゆう
ライブオンのVTuber2期生。本名は鏑木 聖羅（）。愛称は「聖様」あるいは「性様」。「同性にしか興味がないため、男の精を摂ることができず餓死したサキュバスが前世」という設定のため、アバターもサキュバス風。VTuberになる前は百合物専門のセクシー女優だったため、初回の配信時にいきなり好みの百合物AVについて語り視聴者をドン引きさせた伝説を持つ。
性的に際どい内容の配信で人気を博すが、それが原因で動画配信プラットフォーム側から収益化剥奪の処分を受けてしまう（第3巻）。第4巻ではいかにして収益化を復活させるかが主なテーマとなる。第4巻でシオンに告白し、現在交際中。
神成 シオン（）
声 - 諸星すみれ
ライブオンのVTuber2期生。本名は一ノ瀬 詩織（）。淡雪と同じく20歳。九尾のキツネを身に宿した巫女という設定で、アバターもそれに従っている。曲者揃いのライブオンにおいて、コラボ配信時などにはまとめ役・ストッパーを担当する事が多く、「ライブオン界のママ」の異名を取る。ただ、視聴者等から「ママ」と呼ばれているうちに母性に目覚めたらしく、淡雪とのオフコラボにおいて淡雪に哺乳瓶で「ストゼロ」を飲ませようとするなど、奇行も目立つようになった。第4巻で聖に告白され、現在交際中。
昼寝 ネコマ（ひるね ネコマ）
声 - 大橋彩香
ライブオンのVTuber2期生。本名は鈴鳴 凛（）。素晴らしい作品が溢れているこの世の中であえてクソゲーやクソ映画を好んで紹介している。そのため「汚物ジャンキー」の異名をもつ。
朝霧 晴（）
声 - 日笠陽子
ライブオンのVTuber1期生で（1期生は晴のみ）、同社のVTuber部門を事実上立ち上げた人物。本名は最上 日向（）。リアルで身長が145cm程度と小さく、見た目には中学生程度にしか見えないが、れっきとしたライブオンの社員。VTuberになったのは、社内の技術テストのためという意味合いが強かったのだが（そのためアバターも、セーラー服を着た女学生というシンプルなもの）、VTuber界隈の一部では「ライブオンの諸悪の根源」とも呼ばれている。IQ160を誇る天才中の天才で何事も器用にこなす一方、ガチャ配信では決まって爆死したり、カードゲーム配信では相手のデッキに一枚しか入っていない現状を打破するカードをピンポイントで出されて逆転負けする等、運要素が絡む場面では非常に残念な面が目立ち、これが彼女の人気を担う要因となっている。
相馬 有素（）
声 - 田所あずさ
ライブオンのVTuber4期生。本名は厳島 歩（）。淡雪の放送事故を観て以来、彼女を心酔しVTuberになる事を決意。ライブオン4期生オーディションの書類選考では自己アピールの欄に淡雪の魅力を延々と記入して落選していたが、「複数回応募はだめなんて書いてない」という理由でその都度淡雪の魅力を文章を変えて再提出し、五回目で面接まで進み合格した（面接の際も淡雪の魅力を延々と語っていた）。ライブオン所属となった後も淡雪のライブはほぼ欠かさず視聴しており毎回高額なスパチャを送っている。
苑風 エーライ（）
声 - M・A・O
ライブオンのVTuber4期生。本名は山口 飛鳥（）。エーライ動物園の園長を自称しており、それに違わず動物知識が非常に豊富。ホラーゲームが非常に苦手で、初めて実況プレイをしたところパニックに陥って思わず素の自分が出てしまい、ドスの効いた発言を連発してしまう（本人によれば、過去に任侠ものの映画にはまっていた影響）。それ以来「組長」などとイジられてしまっている。非常に他人思いで、監禁人狼で仲間のちゃみが追放された際はゲームに負ける事を覚悟で敵を討ったり、お互いに面識が無い時期に外で体調不良になって倒れそうになった淡雪を偶然目撃した際に介抱したりしている。
山谷 還（）
声 - 茅野愛衣
ライブオンのVTuber4期生。本名は東雲 奏（）。自らを「赤ちゃん」と自称しており、赤ちゃんになって徹底的に甘やかしてもらいたいという理由でVTuberになった。前職は絵本作家で、赤ちゃんを題材とした作品を描いていた。｢就職｣という言葉にトラウマを持っており、強い拒否反応を示す。最初は相手に迷惑を掛けないか心配という理由で他のVTuberとのコラボを行ってこなかったが、淡雪が「ライブオンのメンバーなら還は誰とコラボしても大丈夫」ということを証明するために初めてのコラボ相手として名乗り出て以降、彼女をママとして心酔している。
宮内 匡（）
ライブオンのVTuber5期生。本名は源 沙舞音（）。アンチライブオンを自称しており、「ライブオンを正す」という信念の下ライブオンに入った。
ダガー
ライブオンのVTuber5期生。本名は姫川 和（）。「記憶喪失で自分が何者かも思い出せず、過去のことを思い出そうとすると一振りのダガーしか思い浮かばず。それ以上は頭が割れるような痛みが走る。故にダガーと名乗っている」という設定でカッコいいに強い憧れを持つが、その本質は見た目及びポンコツな言動等の要素全てを可愛いに全振りしている。
チュリリ
ライブオンのVTuber5期生。本名は岡林 真律（）。ライブオン所属ライバーになる前に、ちゃみちゃん発案の「常識人配信」の中で、淡雪がレンタルビデオ屋で遭遇した、ム○キングガチ勢のお姉さんとして話題に上がった事がある。宇宙からやってきた宇宙人で教師をしており、担当科目は「愛」である。「人間同士の愛には算段が入っており真実の愛には程遠い。故にモノ同士のカップリングが真実の愛」という理念を持っている。
鈴木（）
声 = 中村桜
ライブオンの社員で淡雪のマネージャー。
星乃 マナ（）
VTuber業界そのものが黎明期の時代に生まれた業界のレジェンド的VTuber。ライブオンの箱推しだがアイドル的活動をしていたためコラボが叶わずにいた。しかし自身の卒業ライブで遂にライブオンとのコラボが叶うこととなり、その中で中心的存在である淡雪にゲスト参加の要望を出す。

## 用語
ライブオン
VTuberのマネジメントを行う企業。ただ、所属するVTuberが揃いも揃って一癖ある人物ばかりのため、業界関係者や視聴者からは「イロモノしかいないVTuber事務所」としてある意味危険物扱いされている。
第3巻で朝霧晴が語ったところによれば、元々は朝霧と大学の友人達（計5人）が、大学卒業と同時に立ち上げたベンチャー。創業当初、零細IT企業として苦しい経営をしていた時期に、ちょうど流行の兆しを見せていたVTuberに朝霧が着目して事業化を提案し、朝霧が自らVTuberとなる形で本格的に事業をスタートさせた。
ストゼロ / スト○○ / ガチゼロ
主人公がよく飲んでいるストロング系チューハイ。主人公的にはブランドにこだわりがあり、本人曰く「（他ブランドのものを）買おうとするたびに頭にあの人の顔が思い浮かんじゃって、買うのやめちゃうの」とのこと。ちなみに第3巻以降は「今後作品の発展のためには流石にあれだけはそのままで使うというわけにもいかなくなってしまい…」とのことで、「スト○○」と伏せ字が強化されている（なおWeb版では「ストゼロ」表記を継続する）。コミカライズ及びアニメ版では更に名称が変更され「ガチゼロ」となった。
作者は当初より「主人公がお酒を飲んで暴走するっていう展開」にすることを決めていて、作者がチューハイ好きであることから「好きなチューハイの中でダントツのインパクトを持つストゼロにしよう」との流れでストゼロを登場させた経緯がある。

## 作風
作中では多数の、別作品の名前やキャラクター名、商標名といった固有名詞が使用されており、多くは伏せ字やもじった名前で隠されている。一方でWeb連載版から別の媒体に移るにあたり変わった言葉、言い換えられた言葉もある。アニメ化時には、許諾を得て実際の名前や画面が使われたものも存在する。
たとえばマシュマロ（匿名メッセージ受付サービス）については、Web連載版ではそのまま「マシュマロ」表記だったが、ファンタジア文庫版（以下・文庫版）では「カステラ」の名称に変更されている。だがアニメ版では特別協力として「マシュマロ」が入った上で「マシュマロ」の用語およびアイコンがそのまま使用された。Web版では「リン〇フィット」をプレイするという話は、文庫版およびアニメ版では「ロングフィット」の名前に変えられている。Web版で「フォークに刺さったソーセージとソーセージがぶつかり合いながら対戦する」と固有名詞が避けられていたゲームは、文庫版では「性剣伝説（ウィンナーレジェンド）」というタイトルにされ、アニメ版では元ネタである「ソーセージレジェンド」の名前と画面が直接使われている。Web版で「プニキのホームランダービー！」をプレイするという話は、文庫版では「壺婆」こと「ゲッティング老婆ーイット」というゲームに変更されている。これはアニメでは「壺おじ」こと「Getting Over It」の名前とゲーム画面が直接使われた。他にもアニメ版では、「特別協力」の形でゲーム画面やパッケージ等の使用許可を得ており、『ゆずソフト』（3話）、『金色ラブリッチェ』『School Days』『ヴァイスシュヴァルツ』（4話）、『バンドリ! ガールズバンドパーティ!』（6話）などが該当し、原作に描写がないものも多く追加されている。
VTuberを演じる「中の人」については、原作小説ではわずかに外見などの描写があるが、文庫版の挿絵などでは「配信ではなく、直接会っている」という場面のイラストでも、VTuberアバターの外見がそのまま使用されている。これは漫画・アニメなど他のメディア版でも同様で、「中の人」が外出しているという時などでも基本的にVTuberの外見・衣装のまま。小説版にあった、VTuber同士が対面して本名を名乗っている描写も、アニメ版では本名についてはカットされている。

## 制作背景
作者は本作について、インタビューで「VTuberの中身のお話ではなく、ライブオンという環境をみんなで楽しむという視点で書いています」「本作はVTuberの配信を、書籍を通して楽しんでもらうというテーマにもなっている」と語っている。書籍版の表紙カバーデザインも、実際の動画配信のイメージを持たせる目的と、「パッケージからインパクトを出していこう」という編集サイドの意向もあり、横パッケージになっている。

## 既刊一覧

### 小説
- 七斗七（著）・塩かずのこ（イラスト） 『VTuberなんだが配信切り忘れたら伝説になってた』 KADOKAWA〈ファンタジア文庫〉、全10巻
  1. 2021年5月20日初版発行（同日発売[24]）、ISBN 978-4-04-074111-6
  2. 2021年9月20日初版発行（9月18日発売[25]）、ISBN 978-4-04-074294-6
  3. 2022年1月20日初版発行（同日発売[26]）、ISBN 978-4-04-074401-8
  4. 2022年5月20日初版発行（同日発売[27]）、ISBN 978-4-04-074402-5
  5. 2022年9月20日初版発行（9月16日発売[28]）、ISBN 978-4-04-074690-6
  6. 2023年1月20日初版発行（同日発売[29]）、ISBN 978-4-04-074692-0
  7. 2023年6月20日発売[30]、ISBN 978-4-04-074982-2
  8. 2023年11月17日発売[31]、ISBN 978-4-04-075231-0
  9. 2024年7月20日発売[32]、ISBN 978-4-04-075529-8
  10. 2025年2月20日発売[33]、ISBN 978-4-04-075625-7

### オーディオブック
- 小針彩希（ナレーション[34]）『VTuberなんだが配信切り忘れたら伝説になってた』（ドワンゴ・ListenGo）、既刊1巻（2022年3月20日現在）
  1. 2022年3月22日発売[35][36]

### 漫画
- 藤崎ろと（漫画）・七斗七（原作）・塩かずのこ（キャラクター原案） 『VTuberなんだが配信切り忘れたら伝説になってた』 KADOKAWA〈角川コミックス・エース〉、既刊1巻（2024年6月25日現在）
  1. 2024年6月25日発売[37]、ISBN 978-4-04-114736-8

## テレビアニメ
2023年1月にテレビアニメ化が発表され、2024年7月から9月までTOKYO MXほかにて放送された。

### スタッフ
- 原作 - 七斗七[39]
- 原作イラスト - 塩かずのこ[39]
- 監督 - 朝岡卓矢[39]
- シリーズ構成 - 赤尾でこ[39]
- キャラクターデザイン・総作画監督 - 岩崎令奈[15]
- メインアニメーター - ごとうじゅんじ[15]
- プロップデザイン - 宮脇謙史[15]
- 美術設定・美術監督 - 平柳悟[15]
- 美術監督 - 飯島由樹子（第11話）
- 色彩設計 - 松山愛子[15]
- 2Dワークス - 越阪部ワタル[15]
- モニターワークス - 長谷川朋史[15]
- 3DCG監督 - 廣住茂徳[15]
- 撮影監督 - 尾形拓哉[15]
- 編集 - 肥田文[15]
- Live2Dディレクション - Live2DJUKU[39]
- Live2Dモーショントラッカー - nizima LIVE[39]
- 音響監督 - 森下広人[15]
- 音響制作 - スタジオマウス[15]
- 音楽 - 鈴木真人[15]、半田翼[15]
- 音楽制作 - KADOKAWA[15]
- 音楽プロデューサー - 水鳥智栄子
- プロデューサー - 元長聡、小野僚也、外川明宏、鈴木健、西前朱加
- アニメーションプロデューサー - 河井敬介
- アニメーション制作 - ティー・エヌ・ケー[39]
- 製作 - 「ぶいでん」製作委員会[39]（KADOKAWA、ムービック、BS日本、DAXEL、エー・ティー・エックス、スタジオマウス、KBS京都）

### 主題歌
バーチャル・ショータイム！
心音淡雪（佐倉綾音）とシュワちゃん（佐倉綾音）が歌うオープニングテーマ。作詞・作曲・編曲は橘亮祐と篠崎あやと。
シャンパンになりきれない私を
心音淡雪（佐倉綾音）による第一話エンディングテーマ。作詞・作曲は原田茂幸、編曲は脇眞富。
男と女のラブゲーム
心音淡雪（佐倉綾音）と宇月聖（小林ゆう）による第二話エンディングテーマ。作詞は魚住勉、作曲は馬飼野康二、編曲は伊藤和馬。
スイートマジック
祭屋光（Machico）による第三話エンディングテーマ。作詞・作曲はJunky、編曲は山本恭平。
ライブスタート
心音淡雪（佐倉綾音）、彩ましろ（水野朔）、祭屋光（Machico）、柳瀬ちゃみ（菊池紗矢香）、宇月聖（小林ゆう）、神成シオン（諸星すみれ）、昼寝ネコマ（大橋彩香）、朝霧晴（日笠陽子）による劇中ユニット「Live-ON CAST」による第四話エンディングテーマ。作詞・作曲・編曲は橘亮祐と篠崎あやと。
踊る赤ちゃん人間
山谷還（茅野愛衣）による第五話エンディングテーマ。作詞は大槻ケンヂ、作曲は橘高文彦、編曲は脇眞富。
ふたつの星
神成シオン（諸星すみれ）と宇月聖（小林ゆう）による第六話エンディングテーマ。作詞・作曲は佐藤良成、編曲はArte Refact。
ノットボッチ…夏
柳瀬ちゃみ（菊池紗矢香）による第七話エンディングテーマ。作詞はNOBE、作曲は野間康介、編曲はNikaLenzと山本恭平。
コバルトメモリーズ
彩ましろ（水野朔）による第八話エンディングテーマ。作詞・作曲ははるまきごはん、編曲は水野谷怜。
空色の指先
苑風エーライ（M・A・O）による第九話エンディングテーマ。作詞は国分友里恵、作曲は岩本正樹、編曲は山本恭平。
2001年のゲーム・キッス
昼寝ネコマ（大橋彩香）による第十話エンディングテーマ。作詞・作曲は桃井はるこ、編曲は伊藤和馬。
冬の日のエトランゼ
相馬有素（田所あずさ）による第十一話エンディングテーマ。作詞は真崎エリカ、作曲は遠藤直弥、編曲はNika Lenz。

### 各話リスト
| 話数     | 脚本           | 絵コンテ            | 演出       | 作画監督                                                                   | 初放送日      |
| -------- | -------------- | ------------------- | ---------- | -------------------------------------------------------------------------- | ------------- |
| 第一話   | 赤尾でこ       | 朝岡卓矢            | 大久保亮   | ごとうじゅんじ 神田岳 齊藤佳子 石動仁 渡辺はるか                           | 2024年 7月7日 |
| 第二話   | 赤尾でこ       | 朝岡卓矢            | 大久保亮   | 岩崎令奈 ごとうじゅんじ 神田岳 齊藤佳子 渡辺はるか                         | 7月14日       |
| 第三話   | 藤尾いなほ     | 高橋志歩            | 高橋志歩   | 手島典子 梶浦紳一郎                                                        | 7月21日       |
| 第四話   | 泉水みに       | 藤木かほる          | 大久保亮   | 岩崎令奈 ごとうじゅんじ 神田岳 北島勇樹 王家涵                             | 7月28日       |
| 第五話   | アカマツリョウ | 朝岡卓矢            | 藏本穂高   | 岩崎令奈 ごとうじゅんじ 神田岳 北島勇樹                                    | 8月4日        |
| 第六話   | アカマツリョウ | 藤木かほる          | 臼井貴彦   | 北條真純                                                                   | 8月11日       |
| 第七話   | 藤尾いなほ     | つしまゆりか        | 大久保亮   | ごとうじゅんじ 神田岳 岩崎令奈 北島勇樹 石動仁 岩立秀之 王家涵 西皮 谢雨朦 | 8月18日       |
| 第八話   | 赤尾でこ       | 朝岡卓矢            | 藏本穂高   | ごとうじゅんじ 神田岳 岩崎令奈 北島勇樹 岩立秀之 王家涵                    | 8月25日       |
| 第九話   | 泉水みに       | 藤木かほる          | 藤木かほる | 藤木かほる 神田岳                                                          | 9月1日        |
| 第十話   | アカマツリョウ | 岡本英樹            | 朝岡卓矢   | 神田岳 ごとうじゅんじ 岩崎令奈 北島勇樹 藤木かほる 王家涵 西皮 谢雨朦      | 9月8日        |
| 第十一話 | 藤尾いなほ     | 朝岡卓矢 藤木かほる | 粟井重紀   | 猪猪 過燦 阿菁 猞猁仔 無鲸達睬 周文龍 魏丽娟 ごとうじゅんじ 神田岳         | 9月15日       |
| 第十二話 | 赤尾でこ       | 朝岡卓矢            | 大久保亮   | ごとうじゅんじ 岩崎令奈 藤木かほる 北島勇樹 齊藤佳子 神田岳                | 9月22日       |

### 放送局
| 放送期間               | 放送時間                     | 放送局     | 対象地域 | 備考                                            |
| ---------------------- | ---------------------------- | ---------- | -------- | ----------------------------------------------- |
| 2024年7月7日 - 9月22日 | 日曜 23:30 - 月曜 0:00       | AT-X       | 日本全域 | 製作参加 / CS放送 / 字幕放送 / リピート放送あり |
| 2024年7月8日 - 9月23日 | 月曜 0:30 - 1:00（日曜深夜） | TOKYO MX   | 東京都   |                                                 |
|                        |                              | サンテレビ | 兵庫県   |                                                 |
|                        | 月曜 0:45 - 1:15（日曜深夜） | KBS京都    | 京都府   | 製作参加                                        |
| 2024年7月9日 - 9月24日 | 火曜 23:30 - 水曜 0:00       | BS日テレ   | 日本全域 | 製作参加 / BS/BS4K放送 / 『アニメにむちゅ〜』枠 |

| 配信開始日    | 配信時間                           | 配信サイト |
| ------------- | ---------------------------------- | --- |
| 2024年7月8日  | 月曜 0:00（日曜深夜） 更新         | dアニメストア |
| 2024年7月13日 | 土曜 0:00（金曜深夜） 以降順次更新 | ABEMA U-NEXT アニメ放題 Lemino バンダイチャンネル Hulu DMM TV TELASA （見放題プラン） J:COM STREAM milplus見放題パックプライム Prime Video FOD music.jp ビデオマーケット カンテレドーガ HAPPY!動画 |

### BD / DVD
| 巻 | 発売日         | 収録話         | 規格品番   | 規格品番   |
| 巻 | 発売日         | 収録話         | BD         | DVD        |
| -- | -------------- | -------------- | ---------- | ---------- |
| 1  | 2024年11月27日 | 第1話 - 第4話  | ZMXZ-17711 | ZMBZ-17721 |
| 2  | 2024年12月25日 | 第5話 - 第8話  | ZMXZ-17712 | ZMBZ-17722 |
| 3  | 2025年1月24日  | 第9話 - 第12話 | ZMXZ-17713 | ZMBZ-17723 |

### コラボレーション
SHIBUYA TSUTAYA
2024年7月12日からポップアップショップを開催している。
マチ★アソビ CAFE
2024年8月20日から9月1日にかけて全店でコラボメニューとコラボグッズを提供した。
POKERCHASE
2024年8月28日から9月18日に行った。